# Phegopteris mazei
Phegopteris mazei là một loài dương xỉ trong họ Thelypteridaceae. Loài này được E.Fourn. mô tả khoa học đầu tiên.
Danh pháp khoa học của loài này chưa được làm sáng tỏ. 